# Helen Mirren
Dame Helen Lydia Mirren, DBE (nascida ; Ilyena Lydia Vasilievna Mironov ; Londres, 26 de julho de 1945), é uma atriz britânica. Ela começou a sua carreira no teatro em 1965 com o papel de Cleópatra na peça Antony and Cleopatra, antes de ingressar na Royal Shakespeare Company e fazer sua estreia no West End em 1975. Desde então, Mirren também teve sucesso na televisão e no cinema. Ela conquistou a Tríplice Coroa de Atuação nos Estados Unidos e no Reino Unido, sendo a única pessoa a ter vencido em ambos os países. Ela ganhou o Oscar e o BAFTA por sua atuação como Elizabeth II em A Rainha, o Tony Award e o Laurence Olivier Award pelo mesmo papel em The Audience, além de três BAFTA TV Award e quatro Emmys de melhor atriz em minissérie ou telefilme.
Além de sua vitória, Mirren recebeu outras indicações ao Oscar por As Loucuras do Rei George (1994), Assassinato em Gosford Park (2001) e A Última Estação (2009). Por seu papel como a detetive de polícia Jane Tennison na série de televisão Prime Suspect, exibida de 1991 a 2006, ela ganhou três prêmios consecutivos da Academia Britânica de Televisão (1992, 1993 e 1994), um recorde de vitórias alcançado apenas por Julie Walters e dois prêmios Emmys.
Seus outros papéis notáveis incluem Cal - Memórias de um Terrorista (1984), pelo qual ganhou o prêmio de interpretação feminina do Festival de Cannes, 2010 - O Ano Em Que Faremos Contato (1984), O Cozinheiro, o Ladrão, sua Mulher e o Amante (1989), Tentação Fatal (1999), Garotas do Calendário (2003), Hitchcock (2012), A 100 Passos de Um Sonho (2014), A Dama Dourada (2015), Trumbo: Lista Negra (2015) e Ella e John (2017). Ela também apareceu nos filmes de ação Red - Aposentados e Perigosos (2010) e Red 2 - Aposentados e Ainda Mais Perigosos (2013), interpretando uma ex-assassina do MI6, e Velozes & Furiosos: Hobbs & Shaw (2019).
Em 2003, recebeu o título de Dama por serviços prestados às artes cênicas em uma cerimônia no Palácio de Buckingham. Em 2013, foi premiada com uma estrela na Calçada da Fama de Hollywood, e em 2014 ela recebeu o BAFTA Fellowship pelo conjunto de sua obra da British Academy of Film and Television Arts.

## Carreira
Mirren começou sua carreira com a Royal Shakespeare Company na segunda metade da década de 1960. Desde a sua primeira aparição no cinema (atuando uma jovem mulher com um artista de meia-idade em Age of Consent de 1969), Mirren exibiu nas telas uma personalidade abertamente sensual que se tornaria sua marca registrada. Outros de seus primeiros filmes incluem O Lucky Man! (1973), Excalibur (1981) e The Long Good Friday (1982).
Durante sua carreira, ela já interpretou três rainhas britânicas em vários filmes e séries de televisão: Isabel I na série de televisão Elizabeth I (2005), pelo qual recebeu o Emmy e o Globo de Ouro de Melhor Atriz, Isabel II em The Queen (2006), que lhe rendeu o Oscar e um BAFTA de Melhor Atriz, e a Rainha Charlotte, em The Madness of King George (1994), pelo qual recebeu uma indicação ao Oscar de Melhor Atriz Coadjuvante. Ela é a única atriz a ter retratado ambas as Rainhas Elizabeth nas telas.
Mirren interpretou a séria detetive policial Jane Tennison na série Prime Suspect, da ITV, em um total de sete temporadas de 1991–2006, e ganhou inúmeros prêmios para o papel, incluindo BAFTA e Emmy Awards.
Fazendo sua estreia nos palcos da West End em 1970, Mirren foi definida para retornar aos palcos de Londres em 2013, tendo-se o papel da rainha Elizabeth II, pela segunda vez em uma peça intitulado The Audience. foi premiada com uma estrela na Calçada da Fama, em janeiro de 2013.
Helen Mirren é casada com o diretor Taylor Hackford desde 1997 e já interpretou três rainhas da Inglaterra em diferentes filmes: Elizabeth I no seriado Elizabeth I (2005), Elizabeth II em The Queen (2006) e Carlota de Mecklenburg-Strelitz, esposa de Jorge III, em The Madness of King George (1994).

## Filmografia
- 1967 – Herostratus
- 1968 – A Midsummer Night's Dream
- 1969 – Red Hot Shot
- 1969 – Age of Consent
- 1972 – Miss Julie
- 1972 – Savage Messiah
- 1973 – O Lucky Man!
- 1975 – Caesar and Claretta
- 1976 – Hamlet
- 1979 – The Quiz Kid
- 1979 – Caligula
- 1980 – Hussy
- 1980 – The Fiendish Plot of Dr. Fu Manchu
- 1980 – The Long Good Friday
- 1981 – Excalibur
- 1984 – Cal
- 1984 – 2010: The Year We Make Contact
- 1984 – Faerie Tale Theater: The Little Mermaid (televisão)
- 1985 – Heavenly Pursuits
- 1985 – Coming Through
- 1985 – White Nights
- 1986 – The Mosquito Coast
- 1988 – Pascali's Island
- 1989 – When the Whales Came
- 1989 – The Cook, the Thief, His Wife & Her Lover
- 1990 – Bethune: The Making of a Hero
- 1990 – The Comfort of Strangers
- 1991 – Where Angels Fear to Tread
- 1993 – The Hawk
- 1994 – Royal Deceit
- 1994 – The Madness of King George
- 1995 – The Snow Queen (voz)
- 1996 – Some Mother's Son
- 1997 – Critical Care
- 1998 – Sidoglio Smithee
- 1998 – The Prince of Egypt (voz)
- 1999 – The Passion of Ayn Rand
- 1999 – Teaching Mrs. Tingle
- 2000 – Greenfingers
- 2001 – The Pledge
- 2001 – No Such Thing
- 2001 – Happy Birthday
- 2001 – Last Orders
- 2001 – Gosford Park
- 2003 – The Roman Spring of Mrs. Stone
- 2003 – Calendar Girls
- 2004 – The Hitchhiker's Guide to the Galaxy (voz)
- 2004 – The Clearing
- 2004 – Raising Helen
- 2005 – Elizabeth I
- 2005 – Shadowboxer
- 2006 – The Queen
- 2007 – National Treasure: Book of Secrets
- 2008 – Inkheart
- 2009 – State of Play
- 2009 – The Tempest
- 2009 – Love Ranch
- 2009 – The Last Station
- 2010 – The Debt
- 2010 – Legend of the Guardians: The Owls of Ga'Hoole
- 2010 – RED - Aposentados e perigosos
- 2010 – Brighton Rock
- 2010 – Love Ranch
- 2010 – The Tempest
- 2011 – L'Affaire Rachel Singer
- 2011 – Arthur
- 2013 – Hitchcock
- 2013 – Red 2
- 2013 – Monsters University (voz)
- 2013 – Phil Spector
- 2014 - The Hundred-foot Journey
- 2015 - Trumbo (filme)
- 2015 - Eye in the Sky (filme)
- 2015 - A Dama Dourada
- 2016 - Collateral Beauty
- 2017 - The Leisure Seeker
- 2018 - Winchester
- 2019 - Anna
- 2019 - The Good Liar
- 2023 - Golda (filme)

## Prêmios e Indicações

#### Oscar
| Ano  | Categoria                | Indicação                  | Notas    |
| ---- | ------------------------ | -------------------------- | -------- |
| 1995 | Melhor Atriz Coadjuvante | The Madness of King George | Indicado |
| 2002 | Melhor Atriz Coadjuvante | Gosford Park               | Indicado |
| 2007 | Melhor Atriz             | The Queen                  | Venceu   |
| 2010 | Melhor Atriz             | The Last Station           | Indicado |

#### Emmy Awards
| Ano  | Categoria                                           | Indicação                              | Notas    |
| ---- | --------------------------------------------------- | -------------------------------------- | -------- |
| 1993 | Melhor Atriz em Minissérie ou Telefilme             | Prime Suspect 2                        | Indicado |
| 1994 | Melhor Atriz em Minissérie ou Telefilme             | Prime Suspect 3                        | Indicado |
| 1996 | Melhor Atriz em Minissérie ou Telefilme             | Prime Suspect 4: The Scent of Darkness | Venceu   |
| 1997 | Melhor Atriz em Minissérie ou Telefilme             | Prime Suspect 5: Errors of Judgment    | Indicado |
| 1999 | Melhor Atriz em Minissérie ou Telefilme             | The Passion of Ayn Rand                | Venceu   |
| 2003 | Melhor Atriz em Minissérie ou Telefilme             | The Roman Spring of Mrs. Stone         | Indicado |
| 2003 | Melhor Atriz Coadjuvante em Minissérie ou Telefilme | Door to Door                           | Indicado |
| 2004 | Melhor Atriz em Minissérie ou Telefilme             | Prime Suspect 6: The Last Witness      | Indicado |
| 2006 | Melhor Atriz em Minissérie ou Telefilme             | Elizabeth I                            | Venceu   |
| 2007 | Melhor Atriz em Minissérie ou Telefilme             | Prime Suspect: The Final Act           | Venceu   |
| 2013 | Melhor Atriz em Minissérie ou Telefilme             | Phil Spector                           | Indicado |

#### Tony Awards
| Ano  | Categoria                      | Indicação              | Notas    |
| ---- | ------------------------------ | ---------------------- | -------- |
| 1995 | Melhor Atriz Principal em Peça | A Month in the Country | Indicado |
| 2002 | Melhor Atriz Principal em Peça | The Dance of Death     | Indicado |
| 2015 | Melhor Atriz Principal em Peça | The Audience           | Venceu   |

#### Globo de Ouro
| Ano  | Categoria                                   | Indicação                      | Notas    |
| ---- | ------------------------------------------- | ------------------------------ | -------- |
| 1997 | Melhor Atriz em Minissérie ou Telefilme     | Losing Chase                   | Venceu   |
| 2000 | Melhor Atriz em Minissérie ou Telefilme     | The Passion of Ayn Rand        | Indicado |
| 2002 | Melhor Atriz Coadjuvante em Cinema          | Gosford Park                   | Indicado |
| 2003 | Melhor Atriz em Minissérie ou Telefilme     | Door to Door                   | Indicado |
| 2004 | Melhor Atriz em Minissérie ou Telefilme     | The Roman Spring of Mrs. Stone | Indicado |
| 2004 | Melhor Atriz em Filme de Comédia ou Musical | Calendar Girls                 | Indicado |
| 2007 | Melhor Atriz em Minissérie ou Telefilme     | Prime Suspect: The Final Act   | Indicado |
| 2007 | Melhor Atriz em Minissérie ou Telefilme     | Elizabeth I                    | Venceu   |
| 2007 | Melhor Atriz em Filme Dramático             | The Queen                      | Venceu   |
| 2010 | Melhor Atriz em Filme Dramático             | The Last Station               | Indicado |
| 2013 | Melhor Atriz em Filme Dramático             | Hitchcock                      | Indicado |
| 2014 | Melhor Atriz em Minissérie ou Telefilme     | Phil Spector                   | Indicado |
| 2015 | Melhor Atriz em Filme de Comédia ou Musical | The Hundred-Foot Journey       | Indicado |
| 2016 | Melhor Atriz Coadjuvante em Cinema          | Trumbo                         | Indicado |
| 2018 | Melhor Atriz em Filme de Comédia ou Musical | The Leisure Seeker             | Indicado |
| 2020 | Melhor Atriz em Minissérie ou Telefilme     | Catherine the Great            | Indicado |
| 2024 | Melhor Atriz em Série Dramática             | 1923                           | Indicado |

#### BAFTA
| Ano  | Categoria                 | Indicação                            | Notas    |
| ---- | ------------------------- | ------------------------------------ | -------- |
| 1985 | Melhor Atriz              | Cal                                  | Indicado |
| 1992 | Melhor Atriz em Televisão | Prime Suspect                        | Venceu   |
| 1993 | Melhor Atriz em Televisão | Prime Suspect 2                      | Venceu   |
| 1994 | Melhor Atriz em Televisão | Prime Suspect 3                      | Venceu   |
| 1995 | Melhor Atriz              | The Madness of King George           | Indicado |
| 1996 | Melhor Atriz em Televisão | Prime Suspect 4: The Lost Child      | Indicado |
| 1997 | Melhor Atriz em Televisão | Prime Suspect 5: Errors of Judgement | Indicado |
| 2002 | Melhor Atriz Coadjuvante  | Gosford Park                         | Indicado |
| 2004 | Melhor Atriz em Televisão | Prime Suspect 6: The Last Witness    | Indicado |
| 2007 | Melhor Atriz              | The Queen                            | Venceu   |
| 2013 | Melhor Atriz              | Hitchcock                            | Indicado |

#### SAG Awards
| Ano  | Categoria                               | Indicação                      | Notas    |
| ---- | --------------------------------------- | ------------------------------ | -------- |
| 2000 | Melhor Atriz em Minissérie ou Telefilme | The Passion of Ayn Rand        | Indicado |
| 2002 | Melhor Atriz Coadjuvante                | Gosford Park                   | Venceu   |
| 2002 | Melhor Elenco em Cinema                 | Gosford Park                   | Venceu   |
| 2003 | Melhor Atriz em Minissérie ou Telefilme | Door to Door                   | Indicado |
| 2004 | Melhor Atriz em Minissérie ou Telefilme | The Roman Spring of Mrs. Stone | Indicado |
| 2007 | Melhor Atriz em Minissérie ou Telefilme | Elizabeth I                    | Venceu   |
| 2007 | Melhor Atriz Principal                  | The Queen                      | Venceu   |
| 2010 | Melhor Atriz Principal                  | The Last Station               | Indicado |
| 2013 | Melhor Atriz Principal                  | Hitchcock                      | Indicado |
| 2014 | Melhor Atriz em Minissérie ou Telefilme | Phil Spector                   | Venceu   |
| 2015 | Melhor Atriz Principal                  | Woman in Gold                  | Indicado |
| 2015 | Melhor Atriz Coadjuvante                | Trumbo                         | Indicado |
| 2015 | Melhor Elenco em Cinema                 | Trumbo                         | Indicado |

#### Festival de Cannes
| Ano  | Categoria                        | Indicação                  | Notas  |
| ---- | -------------------------------- | -------------------------- | ------ |
| 1984 | Prêmio de Interpretação Feminina | Cal                        | Venceu |
| 1994 | Prêmio de Interpretação Feminina | The Madness of King George | Venceu |